# Демир-Капия (община)
Деми́р-Ка́пия (макед. Општина Демир Капија) — община в Северной Македонии. Расположена на юго-востоке страны. Население составляет 4545 человек (2002 год).
Административный центр — город Демир-Капия.
Площадь территории общины 311,06 км².
Граничит с общинами Северной Македонии:
- на северо-западе — с общиной Неготино;
- на северо-востоке — с общиной Конче;
- на востоке — с общиной Валандово;
- на юго-востоrе — с общиной Гевгелия;
- на юго-западе — с общиной Кавадарци.

Кроме города Демир-Капия в состав общины входят ещё 14 сёл: Барово, Бесвица, Бистренци, Драчевица, Дрен, Иберли, Клисура, Кошарка, Копришница, Корешница, Прждево, Стрмашево, Челевец и Чифлик.
Этническая структура населения в общине по переписи населения 2002 года:
- македонцы — 3997 чел.;
- турки — 344 чел.;
- сербы — 132 чел.;
- албанцы — 23 чел.;
- цыгане — 16 чел.;
- боснийцы — 1 чел.;
- остальные — 32 чел.

По территории общины протекает река Вардар. На территории общины сохранились развалины средневековой крепости Просек.